# Otto Leisner
Otto Georg Kurt Leisner (16. januar 1917 i København – 16. august 2008 i Dragør) var en dansk radio- og tv-vært, hvis musik- og quizprogrammer i Danmarks Radio fra sidst i 1950-erne til 1980-erne opnåede så stor popularitet, at han fik tilnavnet hele Danmarks legeonkel. Leisner var ridder af Dannebrog.
Otto Leisner begyndte i 1945 i Statsradiofonien. Det var bl.a. ham, der i 1951 omdøbte Radioens Ønskekoncert til Giro 413.
Han hørte til pionererne inden for dansk tv, og var i 1948 med i de første forsøg med tv i Tivoli. På tv blev han vært for musikunderholdningsserien Pladeparade, og det meste af sin karriere optrådte han som vært for quizudsendelser som Fup eller fakta, Kvit eller dobbelt og lette underholdnings- og showprogrammer som Pusterummet, Turneen og H.O.P.L.A. – sidstnævnte et program, der stod hans hjerte særligt nær. Han gik på pension som 70-årig i 1987.

## Barndom og ungdom
Otto Leisner blev født i det centrale København, men allerede som ganske lille flyttede han med familien til Sundbyøster på Amager. Leisner fik et stærkt tilknytningsforhold til Amager, og der boede han resten af sit liv – først i Kastrup senere i Dragør.
Han voksede op i Sundbyøster i 1920'erne og gik på Østrigsgade Skole. Allerede som barn vaktes hans musikinteresse af en klaverspillende moster, som han kunne lytte til i timevis. Og som seksårig begyndte Leisner at få klaverundervisning.
Som 10-årig fik Otto Leisner sit første job som bud i et vaskeri. Han beholdt jobbet i seks år, og det viste sig at få stor betydning for hans karriere, at han på den måde kom i kontakt med mange forskellige mennesker. Det blev hans første møde med et "publikum" og forberedte ham på det arbejde, han kom til at bestride som radio- og tv-vært.
Efter realeksamen i 1933 kom Leisner i lære på kontor i FDB på Islands Brygge, hvor han bl.a. blev kollega med Anker Jørgensen, Finn Søeborg og Poul Bundgaard. Efter endt læretid følte han, at han var kommet på den forkerte hylde, og fra 1940 begyndte han at læse til studentereksamen om aftenen på Akademisk Studenterkursus. Studenterhuen kom i hus i 1942, hvorefter han begyndte på jurastudiet. Han bestod filosofikum, men studiet kedede ham, og han brugte størstedelen af sin tid på sit studenterarbejde i Prisdirektoratet, hvor han beregnede priser på skind og huder til skotøj. Da han samtidig aftjente sin værnepligt og plejede sine interesser for musik, cykling og venner, blev der ikke meget tid til studiet, og han dumpede til første del af den juridiske embedseksamen.

## Årene i radioen
Efter anden verdenskrig skulle Statsradiofonien til at uddanne nye medarbejdere til at lave radioudsendelser. Otto Leisner søgte i august 1945 om optagelse og var blandt dem, der blev optaget. Hans første udsendelse var fra en chokoladefabrik, hvorfra han kunne rapportere, at den efter mange års pause nu kunne producere ægte chokolade igen.
Allerede i slutningen af 1945 blev Leisner udpeget til at assistere Jens Frederik Lawaetz i underholdningsprogrammet Weekend-Hytten, der blev genoptaget efter at have været stoppet under krigen på grund af kraftig tysk indblanding i programlægningen. Leisner kom nærmest i lære hos Lawaetz, og efterhånden som han lærte at mestre genren, overtog Leisner mere og mere af programmet.
Leisner deltog i 1948 i de første danske eksperimenter med fjernsyn. Under den store britiske udstilling i Tivoli i København sendtes der fra danserestaurant Dansetten til restaurant Nimb, hvor der var opstillet fjernsynsskærme.
I pauserne i radioarbejdet arbejdede Leisner som pianist samt som turnéleder og koncertarrangør hos Blicher-Hansen, hvor han lærte at engagere kunstnere fra ind- og udland, og det hændte, at han engagerede sig selv som pianist.
Efterhånden blev Leisner vært på flere radioprogammer – bl.a. Lørdagens grammofonstjerne, Manden bag melodien, På en øde ø, Vi discer op, Søndagspotpourri og For de unge på fyrre, og hans stemme blev kendt af enhver. Og hurtigt begyndte tilbuddene om at arbejde som konferencier og entertainer at vælte ind. I perioder optrådte han ofte rundt omkring i landet bl.a. sammen med Gotha Andersen og Jørgen Clevin.
Leisner blev efterhånden også en mester i at forfatte danske tekster bl.a. til udenlandske hitmelodier, som blev sendt i radioen. En af hans første succeser var Jens Hansens Bondegård.

## Årene i fjernsynet
Otto Leisner debuterede som tv-vært i 1955 i programmet Ved pejsen, men det store gennembrud fik han først i 1957 som vært for Pladeparade. Gennem årene blev listen over tv-værtsroller lang:
- 1955-56: Ved pejsen med Otto Hænning
- 1957-63: Pladeparade med Mogens Kruse
- 1964, 66: Trekampen med medværter: svenske Lasse Holmqvist og norske Harald Tusberg
- 1964-66: Kryds og bolle
- 1964-67: Telefonen ringer
- 1965: Firklang
- 1966-68, 72, 79: Fup eller fakta med Erling Bundgaard og Zita Boye-Møller
- 1969-71, 80: 1 ret og 2 vrang med bl.a. Anders Bodelsen, Vigga Bro og Preben Kaas
- 1970: Godt ord igen med Vibeke Bagge og Torben Lange
- 1971: Spørg familien
- 1971, 73-75, 77-78: Tyve Femten / Pusterummet med Poul Godske, Bent Fabricius-Bjerre og Finn Ziegler
- 1972: Sports-duel
- 1972-73: Den gyldne pil (i folkemunde: På med pilen, Palle) med Dario Campeotto, Birthe Kjær, Henrik Krogsgaard og Kai Løvring
- 1973, 1982: Stikordet med bl.a. Diana Benneweis og Per Pallesen, og Ole Andreasen, Hans Jørgen Jensen og Lisbeth Lundqvist
- 1974: Hvad skal man tro? med Peter Elliot, Henrik Wolsgaard-Iversen, Per Wiking, Bent Fabricius-Bjerre, Ib Glindemann og Erik Axel Wessberg
- 1975: Tre kast med medværter: svenske Lasse Holmqvist og norske Harald Tusberg
- 1975: Krydstogt
- 1975-76: Spøg & skæmt
- 1976-77: Lurifax med Svend Skipper
- 1976-77: Turnéen med Bent Fabricius-Bjerre
- 1977-78, 1984: Tippejob med bl.a. Helle Hertz, Jesper Klein og Niels Helveg Petersen
- 1979-82: H.O.P.L.A. med bl.a. Helge Kjærulff-Schmidt, Elin Reimer og Mogens Sørensen
- 1983: Leisners varieté
- 1984-88: Kvit eller dobbelt
- 1985-86: Sang og klang med Frans Rasmussen og Børge Wagner
- 1987: OBS 87
- 1991: DR TV 40 år i dag

Leisner var Danmarks første tv-stjerne, og hans underholdningsprogrammer lørdag aften i den bedste sendetid havde normalt mere end 3 mio seere. Programmerne var lettilgængelige og præsenterede for det meste underholdning, populærmusik eller joviale quizlege med kendte deltagere, og Leisner yndede at supplere med at fortælle vittigheder.
Leisner havde en lille rolle i Balling og Bahs’ Olsen Banden deruda’ fra 1977, hvor han i en sådan tv-udsendelse bl.a. fortæller vittigheden om ’vegetaren, der foretrak græsenker,’ mens banden begår et af deres indbrud.

### Nogle Leisner-vitser[6]
* At samle sine tanker kræver at man har mindst to af slagsen.
* De må gerne bruge begge hænder når De klapper, hvis De vil være så venlig.
* I dette land er det kun tilladt en mand at have én kone ad gangen; dette kaldes at leve monotont (fra en skoledrengs fristil).
* Der sad to gråspurve på en telefontråd. Så begyndte den ene at skrupgrine og sagde: ’Det kilder sådan når de snakker fynsk’ (Turnéen, udsendelse fra Svendborg, 1977).
* Mine damer og herrer, jeg vil gerne slutte med ordene: Har De moret Dem så smil, og har De ikke moret Dem så smil alligevel, og vis De kan beherske Dem (som afslutning på en udsendelse).
I 2014 blev Leisners kartotek med cirka 3.000 vittigheder ved en auktion solgt til Familie-Journalen for 58.000 kroner.

### Leisner om underholdning
Leisner tog sit arbejde med at sammensætte gode underholdningsprogrammer dybt alvorligt, som eksemplificeret ved disse udtalelser:
* Du skal tænke på, der sidder nogen derude, som stort set aldrig får et smil på læben i løbet af en dag. De mennesker, de skal have lov til at smile én gang om dagen. (til Jarl Friis-Mikkelsen)
* God tv-underholdning er for mig et program der bringer glæde og livsappetit, giver smil […] og lys i en grå hverdag, bringer optimisme […] afkobling og adspredelse, med sang, musik og sketch, og interviews med positive, optimistiske mennesker, der har noget at fortælle; at bringe noget livbekræftende der giver appetit - for det er nøjagtig hvad jeg selv har lyst til. (fra Lørdagshjørnet, 1983)
* Den stemning der kommer når [publikum] har det godt, den formidler sig jo direkte ud gennem vores elektronik. Det er meget, meget vigtigt, og derfor kan man altså ikke have stenstøtter siddende ved bordene eller på rækkerne; der skal sidde levende mennesker. Og levende mennesker får man altså bedst ved at prøve at smelte den reservation, vi jo alle sammen har. […] Stemning og atmosfære [blandt publikum] er det primære for mig i mine udsendelser. (fra udsendelsen Her er dit liv, 1987)

### Kritik
Især i 1960-erne kom han i modvind blandt toneangivende venstreorienterede kritikere, heriblandt kolleger i Danmarks Radio, som beskyldte ham for at formidle ”…småborgerlighed, forloren familieidyl, ren reaktionær kakkelbordseskapisme og opium for folket”. Leisner besvarede kritikken med ordene: At en del af tv er harmløst, er der ikke grund til at hæfte sig specielt ved. Det er en hel del af vores hverdagsliv også. Og den del er det altså blevet min lod at formidle. Om samme kritik udtalte Leisner i en tv-udsendelse i 1983:
- Jeg havde det uheld at opdyrke min form for underholdning i 1950-erne og 1960-erne, en periode, hvor dette land var præget af en kulturdebat, der dyrkede elitekultur. Det prægede indstillingen i [DR], og det prægede indstillingen hos kritikerne. Jeg syntes ikke om den indstilling. […] Men dengang var indstillingen at sætte lighedstegn imellem kultur og kundskab og intelligens. Det er jo hamrende forkert. Kultur handlede for dem om, at man vidste noget om digt, om teater og musik. Det er jo fuldstændig latterligt at sige i et land, hvor vi roser os af den gamle danske bondekultur. Hvad havde bønderne stående på deres hylder? De havde Bibelen, salmebogen og en prædikensamling. Havde de kultur? Ja, så vist havde de da det. - Lykkeligvis skiftede det. Det er ikke mig, der har fået det til at skifte. Jeg har været mig selv og gjort det samme i 30 år. Der er lykkeligvis, ikke for mig, men for samfundet og for kulturdebatten, sket det, at der er kommet en ny sans for folkelighed, en opfattelse af, at kultur ikke bare er intelligens. At kultur er, at mennesker har ret til at bestemme for sig selv og selv afgøre, hvad der er morsomt for det enkelte menneske, hvad der er en oplevelse for dig. Det skal du selv erfare. Men dengang havde vi det bedrevidende formynderskab, der sagde: 'Folk ved ikke, hvad de skal more sig over, det skal vi fortælle dem'. Nej, selvfølgelig er der ikke nogen, der skal fortælle os det. Det ved vi bedst selv.[2]

### Leisner og politik
Da den ellers så glatte og velklædte, konfliktsky og ukontroversielle Leisner i 1983 blev interviewet af Erling Bundgaard i programmet Lørdagshjørnet, fremførte han en meget atypisk politisk kommentar:
- Når vi i dag ser TV-avis og læser aviser, opfatter vi os selv som økonomiske enheder. Det er jo statistik, det er procenter, det er kontingenter, og det er pengestørrelser hist og pist. Hvem taler om det der er den egentlige baggrund for det hele? Hvad er et menneske?  Hvad er meningen med menneskelivet? Det må være dét, der er starten på en politik! Man kan jo ikke have et politisk standpunkt, hvis man ikke har en mening om,  hvad samfundet og det enkelte menneske skal bruge denne politik til. Bare der var én politiker, der kunne komme det stykke op over statistikker og procenter, og disse meget jævne diskussioner, som jeg ved hører til politik. Jeg misunder bestemt ikke de mennesker, der skal køre dette samfund som politikere. Men hvor jeg dog savner, at der indimellem er en, der kan sige bare det stykke mere. Jeg er dødsikker på, at der er tusinder af unge og ældre, der savner, at der bliver talt mere om livet og menneskelivet. - Og hvad jeg så vil sige er, at hvis ikke vores parlamentarisk valgte politikere kan finde ud af det og ikke evner at sige det, så er der en dag en gal fantast, der siger det. Og så ved vi, hvor galt det kan gå.[2][8]

### Sagt om Leisner
Leisner var i den brede offentlighed både udskældt og afholdt, som illustreret af disse citater:
- Dansk fjernsyn er vist det eneste i verden, der kan vise et sæt tøj der kan tale. - revydirektør Sejr Volmer Sørensen, 1964
- Otto Leisner er så velklædt, at man slet ikke mærker til, hvad der er indeni. Og det må siges at være en fordel. - skuespiller Helge Kjærulff-Schmidt
- Det er mennesker som Otto Leisner, der (antagelig ubevidst) gennem deres virksomhed i Danmarks Radio udgør den største fare for vort folkestyre og bidrager til at forvandle store dele af vælgerbefolkningen til marcipanbrødsgnaskende småfascister. - tillidsmandsgruppen på porcelænsfabrikken Bing & Grøndahl, engang i 1970-erne
- Der er ting i livet / man husker til man dør. / Den første mand på månen / Otto Leisners gode humør. - Shu-bi-dua i sangen ”Først til sidst” fra Shu-bi-dua 9 (1982)[5]
- Det var ren haveforenings-tv, utrolig småt, primitivt og meget svært at tage. Men efterhånden som han udviklede sig, må jeg indrømme, at jeg begyndte at holde af ham. - forfatter Klaus Rifbjerg, ved Otto Leisners død
- Han var en nænsom fyr og nærværende over for dem han var sammen med - simpelthen fordi han godt kunne lide mennesker og godt kunne lide at underholde dem. […] Og så kan det godt være man synes, hans niveau er for lavt eller for plat, men det er sgu egentlig ligemeget, så længe han har fat i [publikum]. Det er jo det det handler om. - Jarl Friis-Mikkelsen
- Han hadede amatører; de ville ikke have haft en chance for at komme med i hans programmer. - Erling Bundgaard, i DR TV-Avisen 2017-01-16 kl. 21:30
- Jeg kan lide de mennesker. […] De bliver ved, ikke noget med at lægge sig på sofaen og jamre. […] Der er noget livskraftigt og rørende ved dem. Otto Leisner var sådan. - Morten Sabroe[9]

## Tekstforfatter
Ved siden af sit arbejde i DR var Leisner, af og til under pseudonymet Georg Otto, en meget flittig forfatter af danske oversættelser af udenlandske sangtekster. I samlingen Lystige Viser, som Leisner i en årrække var med til at redigere, findes disse sange med dansk tekst af ham:
- Der er lang, lang vej (There’s a Long, Long Trail; af Zo Elliott)
- Der går dans i Kastilien (ukendt komponist)
- Det skønneste på jord (Anema core; af Salve d’Esposito)
- Du forstår ingenting (Wedding Cake; af Addy Baron og Bernice Ross)
- Et brev med små violer (Bouquet Of Roses; af Bob Hilliard)
- Min lykkeskilling (Three Coins In The Fountain; af Jule Styne og Sammy Kahn)
- Min regnvejrsmelodi (Singing In The Rain; af Nacio Herb Brown)
- Pindsvineskindet (gammel melodi)
- Smil til verden! (Bye Bye Blackbird; af Ray Henderson og Mort Dixon)
- Svensk Polka (Roslagsvår; af Hugo Alfvén)
- Bjældeklang (Jingle Bells)